# العلوم والتكنولوجيا في إسرائيل
يعد العلم والتكنولوجيا في إسرائيل من أكثر القطاعات تطوراً في البلاد. أنفقت إسرائيل 4.3٪ من ناتجها المحلي الإجمالي على البحث والتطوير المدني في عام 2015، وهي أعلى نسبة في العالم. في عام 2019، صنفت إسرائيل في المرتبة الخامسة على مستوى العالم من حيث الابتكار في مؤشر بلومبيرغ للابتكار. وهي تحتل المرتبة الثالثة عشرة في العالم من حيث الناتج العلمي مقاسة بعدد المنشورات العلمية لكل مليون مواطن. في عام 2014، كانت حصة إسرائيل من المقالات العلمية المنشورة في جميع أنحاء العالم (0.9٪) أعلى بكثير من نصيبها من سكان العالم (0.1٪).
يبلغ عدد العلماء والفنيين في إسرائيل 140 عالمًا وفنيًا لكل 10000 موظف، وهي واحدة من أعلى النسب في العالم. وبالمقارنة، هناك 85 لكل 10000 في الولايات المتحدة و83 لكل 10000 في اليابان. في عام 2012، أحصت إسرائيل 8337 باحثًا مكافئًا بدوام كامل لكل مليون نسمة. هذا بالمقارنة مع 3984 في الولايات المتحدة، و6533 في جمهورية كوريا الجنوبية و5195 في اليابان. استفادت صناعة التكنولوجيا العالية في إسرائيل من قوة العمل المتعلمة والمهرة من الناحية التكنولوجية في البلاد إلى جانب الوجود القوي لشركات التكنولوجيا الفائقة الأجنبية ومراكز الأبحاث المتطورة.
إسرائيل هي موطن لشركات كبرى في صناعة التكنولوجيا العالية ولديها واحدة من أكثر سكان العالم معرفة من الناحية التكنولوجية. في عام 1998، صنفت مجلة نيوزويك تل أبيب كواحدة من أكثر عشر مدن تأثيرًا من الناحية التكنولوجية في العالم. منذ عام 2000، كانت إسرائيل عضوًا في EUREKA، وهي منظمة تنسيق وتمويل البحث والتطوير لعموم أوروبا، وتولت الرئاسة الدورية للمنظمة للفترة 2010-2011. في عام 2010، كتب الصحفي الأمريكي ديفيد كوفمان أن منطقة التكنولوجيا العالية في يوكنعام، إسرائيل، بها «أكبر تجمع في العالم لشركات تكنولوجيا التجميل». أثنى رئيس جوجل، إيريك شميت، على البلاد خلال زيارته هناك، قائلاً إن «إسرائيل لديها أهم مركز عالي التقنية في العالم بعد الولايات المتحدة». حلّت إسرائيل في المرتبة 13 في مؤشر الابتكار العالمي في عام 2020، بانخفاض عن العاشر في عام 2019.
وتراجعت للمركز 14 في مؤشر الابتكار العالمي عام 2023، وللمركز 15 في مؤشر عام 2024.